# Václav Peřina
Václav Peřina (* 19. Februar 1945 in Bauschenhof, heute Teil von Tschechien) ist ein ehemaliger tschechoslowakischer Skilangläufer.
Peřina, der für Dukla Liberec startete, belegte bei seiner einzigen Teilnahme an Olympischen Winterspielen im Februar 1968 in Grenoble den 27. Platz über 15 km, den 24. Rang über 30 km und zusammen mit Jan Fajstavr, Vít Fousek und Karel Štefl den neunten Platz in der Staffel. Bei den Nordischen Skiweltmeisterschaften 1970 in Štrbské Pleso lief er auf den 25. Platz über 15 km, auf den 15. Rang über 50 km und auf den achten Rang mit der Staffel. Bei tschechoslowakischen Meisterschaften siegte er in den Jahren 1969, 1970 und 1971 jeweils mit der Staffel.